# Pollák Manó
Pollák Manó (Szucsány, 1854. május 26. – Budapest, Terézváros, 1937. március 12.) magyar műépítész.

## Családja
Pollák József és Schulcz Jozefa fia. Felesége Reich Eugénia (Jenny) volt. Legidősebb gyermekük, Katalin (1893-1905) fiatalon meghalt. Két fiúgyermeknek 1915-ben belügyminiszteri engedéllyel Pogányra változtatták a nevét. Pogány Móric György (1899–?) gabonakereskedő, felesége Gyárfás Klára Adrienne (1903–?). Pogány Márk János (1900–1933) orvos, egyetemi tanársegéd, felesége Balkányi Sára (1913–1992) gyógypedagógus, pszichoanalitikus, Balkányi Kálmán lánya.

## Pályafutása

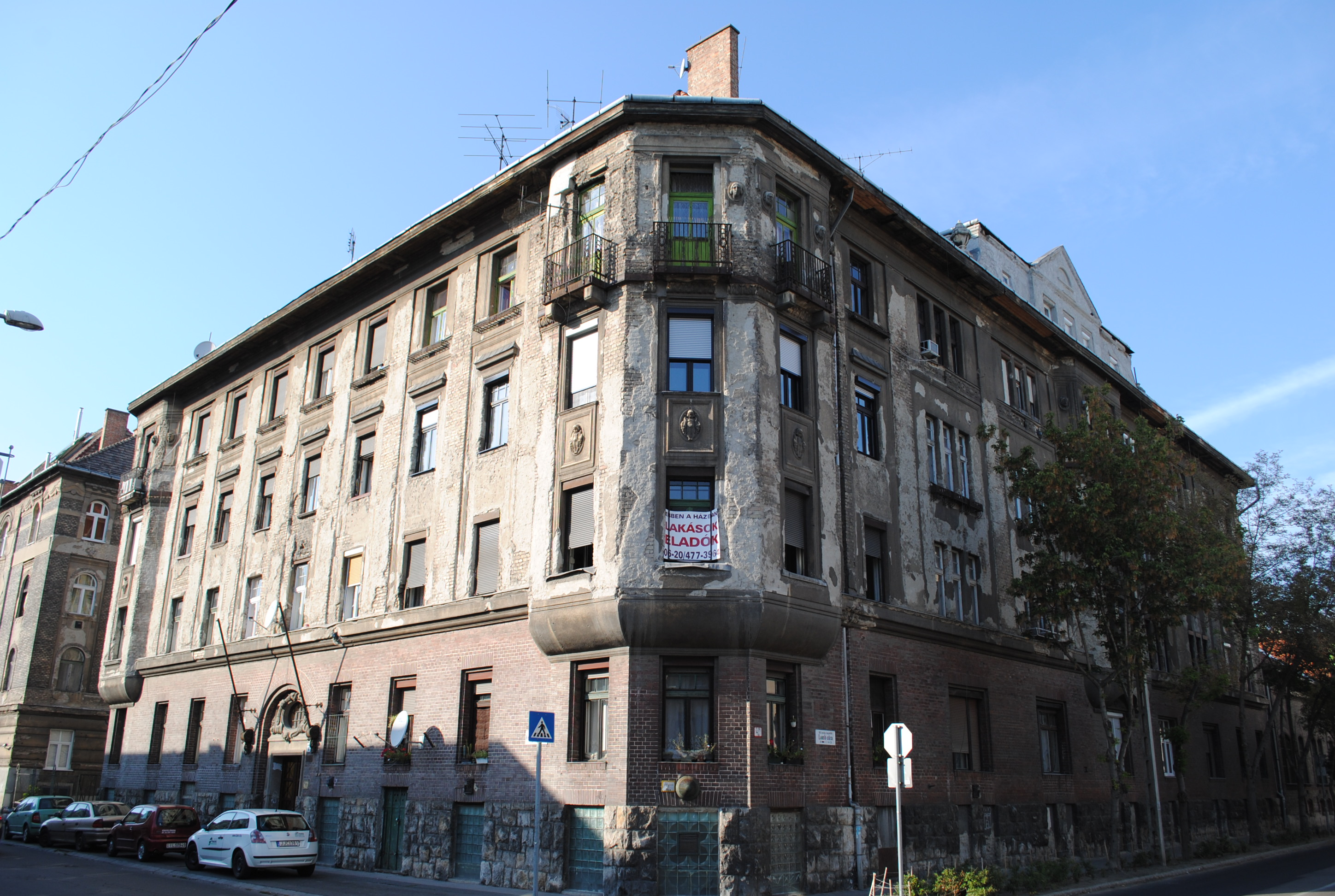
Frangepán u. 6. - Lomb utca 18.

Gyermekkorában Bacher Simon tanította. Középiskolai tanulmányait a győri Szent Benedek-rendi katolikus gimnáziumban végezte. Ezután a stuttgarti Polytechnische Schule hallgatója volt 1877-ig, Zürichben, majd két évig Párizsban az École nationale supérieure des Beaux-Arts-ban folytatta tanulmányait Jean-Louis Pascalnál. Jean Gizette francia építész irodájában dolgozott 1880 és 1883 között. Franciaországban ismerte meg Munkácsy Mihályt, akivel barátságot kötött és szalonjának törzsvendége volt. 1883-ban visszatért Budapestre, s önálló irodát nyitott. Sokoldalú tevékenységét az általa kivitelezett gyárak, munkás- és tisztviselőházak, kastélyok, villák, bérpaloták, síremlékek és belső díszítések nagy száma jelzi. Szakértői működését több mint ezer becslés tanúsítja. Építészi működésén kívül nagy sikereket ért el iparművészeti téren is és úgy a fővárosban, mint a vidéken számos palota és kastély művészi enteriőrjét tervezte és kivitelezte. 1929-ben harmadik díjat nyert az újbudai zsidótemplom tervpályázatán. Hosszabb időt töltött a magyarországi zsinagógák építészetének tanulmányozásával. Ezekről összegyűjtött anyagát a Magyar Zsidó Múzeum őrzi.
Szakcikkei különböző szaklapokban, illetve a Pesti Hírlap, Pester Lloyd és a Neues Pester Journal hasábjain jelentek meg. A Múlt és Jövő folyóirat munkatársaként is működött.  A Magyar Mérnök- és Építész-Egyletnek 1885-től, a Magyar Iparművészeti Társulatnak 1897-től a tagja volt, a Magyar Építőművészek Szövetségének 1913-ban II. mesterévé választották.
A Farkasréti izraelita temetőben lévő Pogány-féle sírboltban helyezték örök nyugalomra.

## Ismert épületei

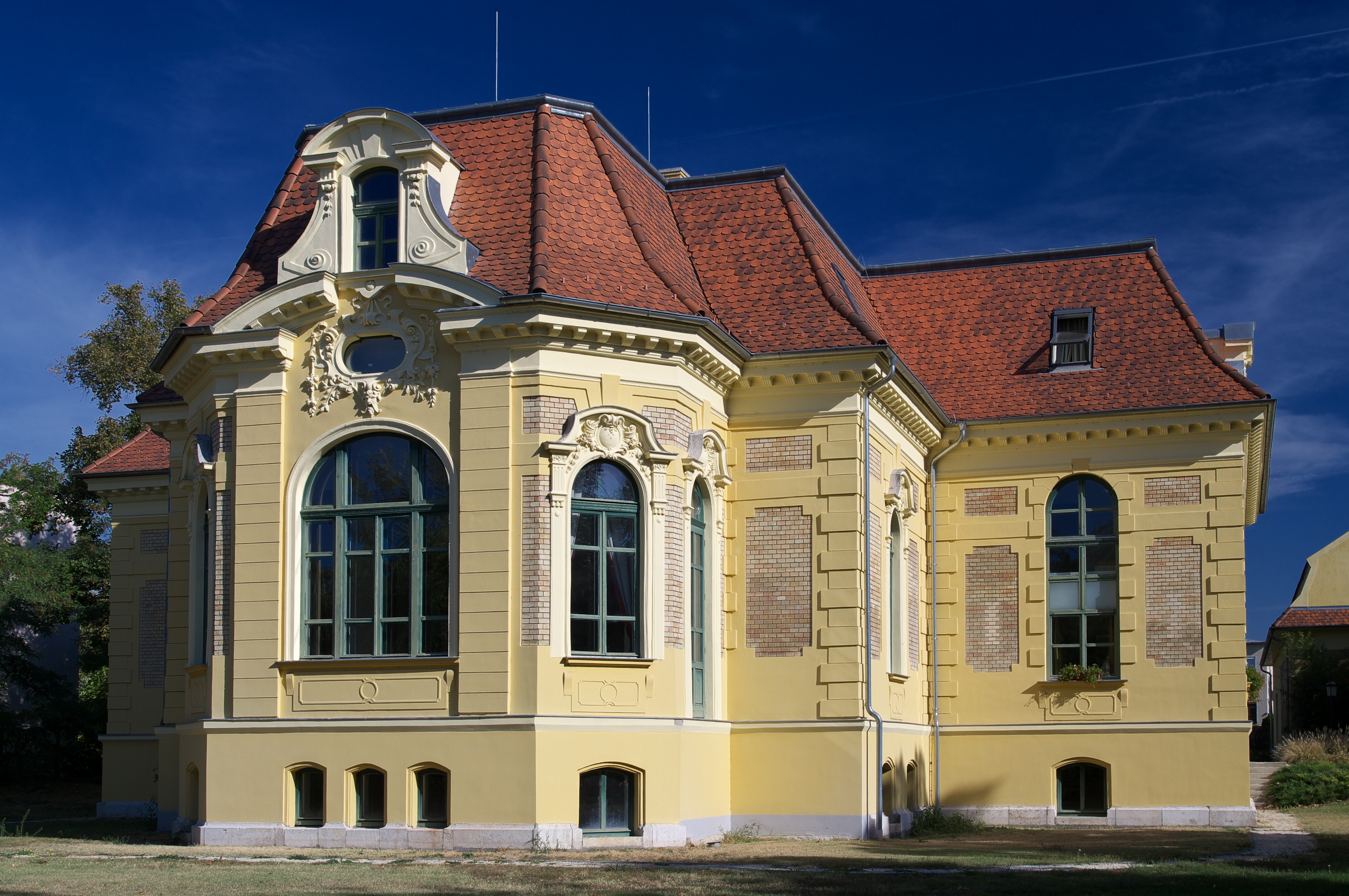
Malonyai-kastély

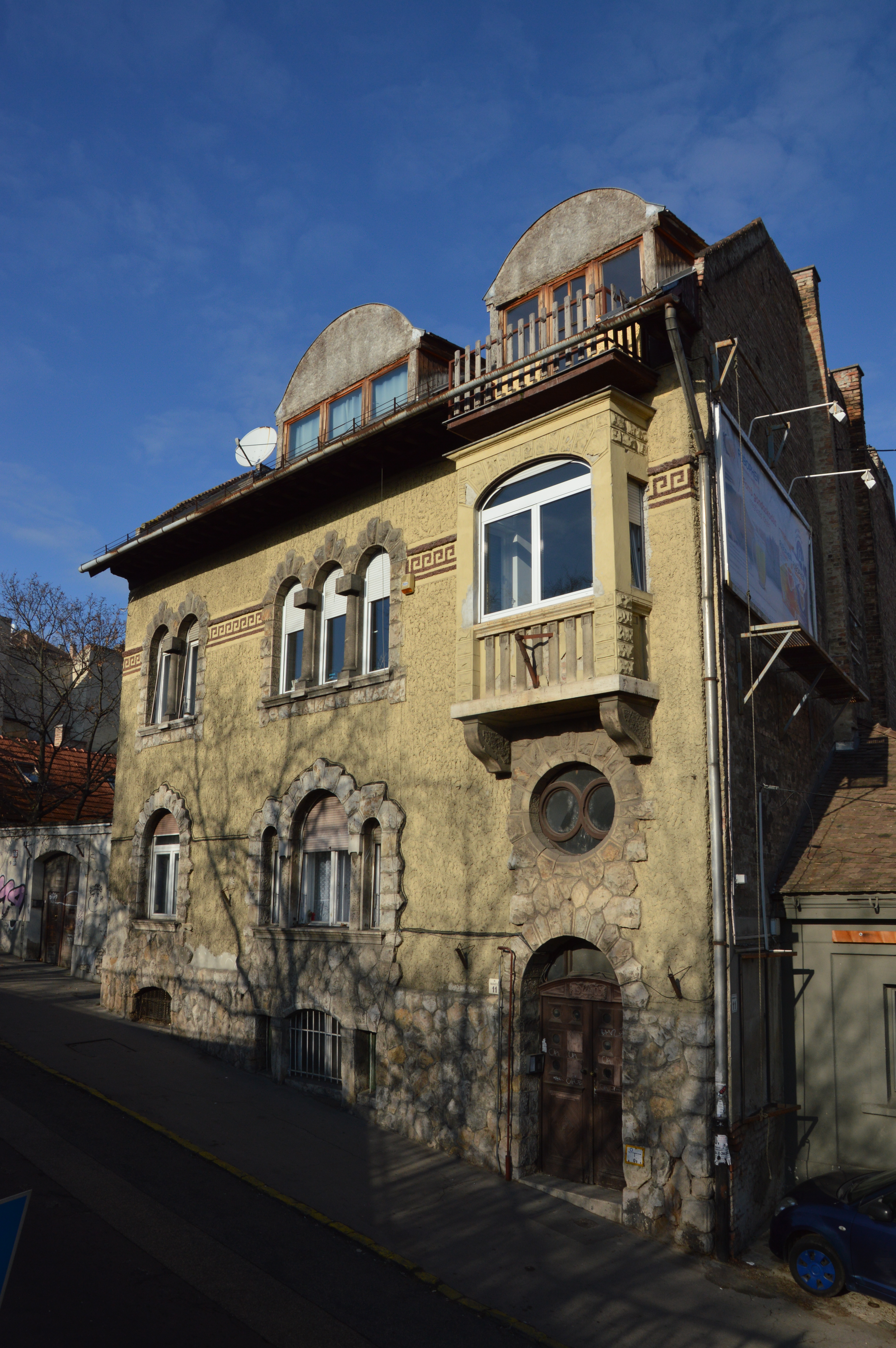
Pollák Manó lakóháza, Margit u. 11. tervezte: Fischer József és Scheer Izidor

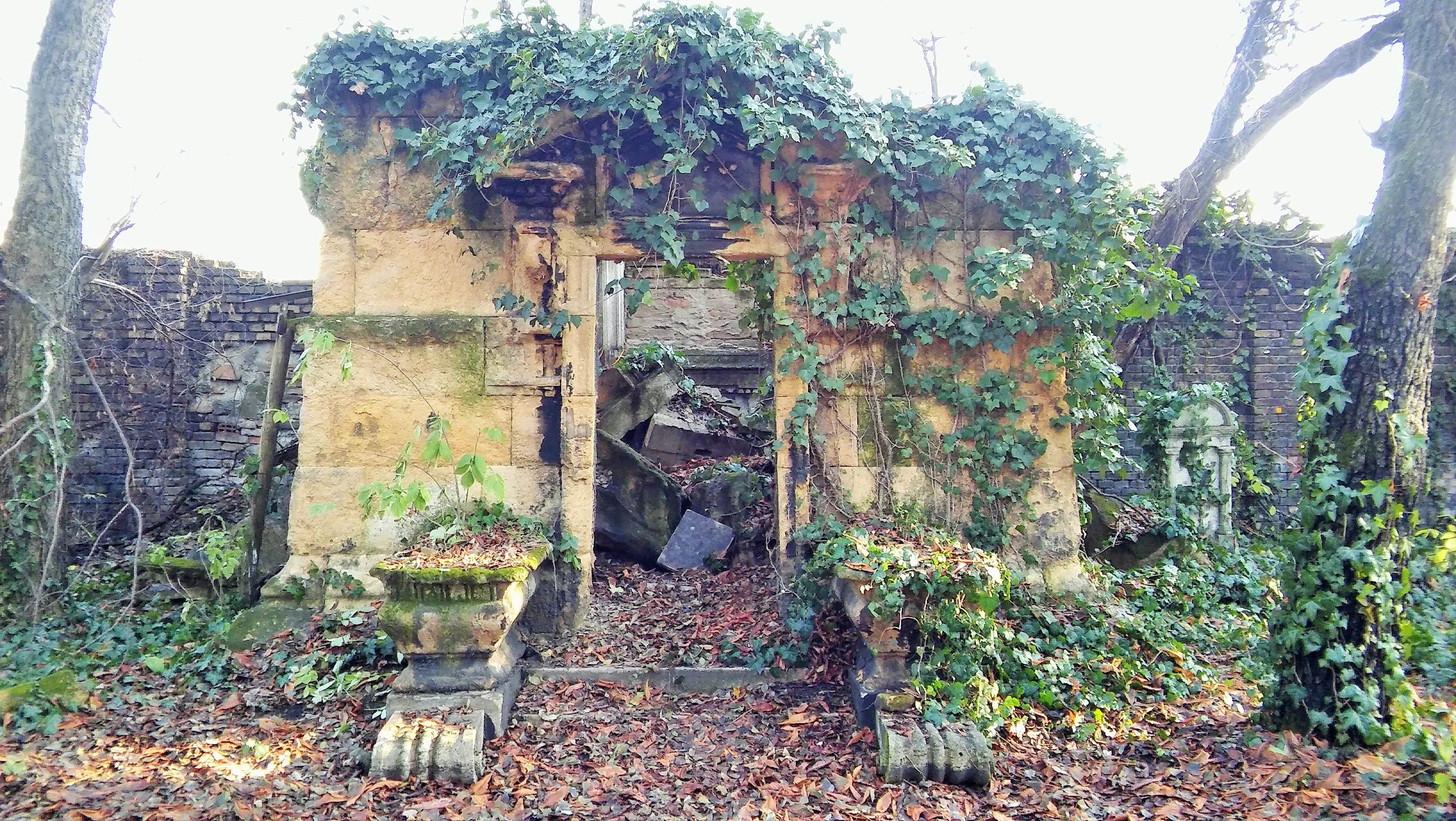
A romos Gomperz-mauzóleum

- 1889: ideiglenes vízvezetéki szűrőtelep épületei, Budapest, V. kerület Jászay Mari tér és Kossuth tér között (lebontották)
- 1893 k.: Wahrmann-Malonyai-kastély, Halásztelek[6]
- 1889: Schütz-ház, Budapest, VIII. kerület, József körút 28.
- 1896–1897: Schulz-ház, Budapest, V. kerület, Zoltán u. 10.[7]
- 1897: bérház bővítése, Budapest, VIII. kerület, József körút 51. (eredeti tervező: Bergh Károly, 1884)[8]
- 1897–1898: A pöstyéni Ferenc József gyógyfürdő épülete
- 1900: Róheim-villa. Budapest, XIV. kerület, Hermina út 45.[9][10]
- 1900: ELMŰ Székház, Budapest, XIII. kerület, Váci út 77-79.[11]
- 1901: Kohner-kastély, Szászberek
- 1906: Apolló projektográf-terem (mozi), Budapest, Blaha Lujza tér 2. (lebontották)
- 1909–1910: Kereskedelmi Utazók Egyesületének székháza. Budapest, VI. kerület, Jókai u. 4.
- 1911: Weidinger Miksa családi házának átalakítása, Budapest, II. kerület, Trombitás utca 19.
- 1911: Alexy Lajosné lakóháza, Budapest, II. kerület, Bimbó út 22.
- 1911–1912: székesfővárosi kislakásos bérház, Budapest, XIII. kerület, Frangepán utca 6. - Lomb utca 18.[11][12]
- 1923: Pogány Miklós és neje Hirsch Margit villája, Budapest, II. Bolyai utca 9.

### Tervpályázatok
- 1899: Lipótvárosi zsinagóga, Budapest[13] (Scheer Izidorral)
- 1908: Belvárosi Takarékpénztár, Budapest V. kerület, Ferenciek tere 10. (Gondos Izidorral)[14]
- 1908: Magyar Kereskedelmi Utazók Egyesületének székháza. Budapest, VI. kerület, Jókai u. 4. ("Semper" jeligéjű 1. díj)[15]
- 1913: Magyar Kereskedelmi Csarnok Egyesület székháza, Budapest, V. kerület Szabadság tér (díjazott terv)[16]
- 1914: Meller Ignác és társai olajgyár bérháza, Győr (2. díj)[17]
- 1927: autóbuszgarázs, Budapest, XIV. kerület Szabó József utca (Torda Györggyel)[18]
- 1928: Újbudai zsinagóga, Budapest, XI. kerület Váli út 6-8. (3. díj)[19]

### Síremlékek
- 1897: Gomperz-mauzóleum, Salgótarjáni utcai zsidó temető, Budapest, Salgótarjáni utca 6.[20]